# Metropolia Gulu
Metropolia Gulu – jedna z 4 metropolii kościoła rzymskokatolickiego w Ugandzie. Została utworzona 2 stycznia 1999.

## Diecezje
- Archidiecezja Gulu
  - Diecezja Arua
  - Diecezja Lira
  - Diecezja Nebbi

## Metropolici
- abp John Baptist Odama (od 1999)